# Maciej Gębala
Maciej Gębala (Gdynia, 10 de enero de 1993) es un jugador de balonmano polaco que juega de pívot en el HC Erlangen. Es internacional con la Selección de balonmano de Polonia. Es hermano del también balonmanista Tomasz Gębala.
Con la selección debutó por primera vez en  2016 y su primer gran campeonato con la misma fue el Campeonato Europeo de Balonmano Masculino de 2016.

## Clubes
- SC Magdeburg (2013-2016)
- Orlen Wisła Płock (2016-2018)
- SC DHFK Leipzig (2018-2024)
- HC Erlangen (2024- )